# László Német
László Német (hrv. Ladislav Német; Odžaci, Srbija, 7. rujna 1956.) je mađarski kardinal Katoličke Crkve i beogradski nadbiskup metropolit. Iz redova je verbita. Prvi je kardinal Katoličke Crkve koji dolazi iz Srbije.

## Životopis
Srednju školu je pohađao u Subotici, u gimnaziji u biskupskom sjemeništu Paulinum. Potom se pridružio redovnicima verbitima i pošao je na studij filozofije i teologije. Studirao je u Poljskoj u Pienieznu. Doživotne zavjete položio je u istom gradu 1982., a za svećenika je zaređen sljedeće godine. Doktorirao je iz dogmatske teologije na Papinskom Sveučilištu Gregoriana u Rimu. 
Službovao je na Filipinima kao misionar 1987. Potom je otišao u Austriju, gdje je predavao dogmatiku u Mödlingu. Bio je poglavarom u Sv. Gabrielu i pomoćnik u obližnjoj župi.
Predavao na Filozofskom fakultetu Družbe Isusove u Zagrebu. Od 2002. je predavao misiologiju.
Radio je i u diplomaciji. U Beču je od 2000. do 2004. bio suradnik izaslanstva Svete Stolice pri uredu Ujedinjenih nacija.
Od 2004. do 2007. je bio provincijal verbitske provincije u Mađarskoj. 2006. godine je bio i tajnik Mađarske biskupske konferencije. U Budimpešti je bio dušobrižnik i predvoditelj misnih slavlja na hrvatskom jeziku.
Govori mađarski, srpski, engleski, njemački, poljski, talijanski i hrvatski jezik.

## Biskup
Zaređen je za zrenjaninskog biskupa 5. srpnja 2008. Zaredio ga je kardinal Péter Erdő, nadbiskup budimpeštansko-ostrogonski i primas Mađarske. Suzareditelji su bili Julius Janusz, apostolski nuncij u Mađarskoj te umirovljeni zrenjaninski biskup László Huzsvár. Liturgija je slavljena na mađarskom, a evanđelje je pročitano na mađarskom, hrvatskom, njemačkom i bugarskom. Obred biskupskog ređenja bio je na latinskom, hrvatskom i mađarskom.  
Papa Franjo ga je 5. studenog 2022. imenovao beogradskim nadbiskupom i metropolitom, te je Németu i dalje povjereno upravljanje Zrenjaninskom biskupijom do ređenja novog biskupa mons. Mirka Štefkovića.  

## Kardinal
Papa Franjo uvrstio ga je na kardinalskom konzistoriju u zbor kardinala 7. prosinca 2024.